# Stevenson (Alabama)
Pour les articles homonymes, voir Stevenson.
Stevenson est une ville américaine située dans le comté de Jackson en Alabama.
Selon le recensement de 2010, Stevenson compte 2 046 habitants. La municipalité s'étend sur 8,13 milles carrés (21,06 km2), dont 7,72 milles carrés (19,99 km2) de terres.

## Démographie
| 1880 | 1890 | 1900 | 1910 | 1920 | 1930 | 1940 | 1950 |
| ---- | ---- | ---- | ---- | ---- | ---- | ---- | ---- |
| 241  | 586  | 560  | 574  | 640  | 733  | 793  | 927  |

| 1960  | 1970  | 1980  | 1990  | 2000  | 2010  | - | - |
| ----- | ----- | ----- | ----- | ----- | ----- | - | - |
| 1 456 | 2 390 | 2 568 | 2 046 | 1 770 | 2 046 | - | - |